# Radsport Altdorf

Logo des RS Altdorf

Der RS Altdorf (ausgeschrieben Radsport Altdorf) ist ein Radsportclub aus Altdorf in der Schweiz. Der Verein verfügt über eine erfolgreiche Radballsektion, das erste Team spielt zurzeit in der Nationalliga A. Ausserdem veranstaltet der Verein jährlich die Tour d’Uri und nimmt auch an diversen anderen Touren teil.

## Geschichte
Am 19. September 1907 gründeten Freunde des Radsports den «Velo Club Altdorf». 
1930 schlossen sich der «Radler Club AllHeil» und der «Velo Club Altdorf» unter dem neuen Namen «Radfahrerverein Altdorf» zusammen. 1960 wurde der Verein in «Radfahrer- und Motorfahrerverein Altdorf» umgetauft. 

### Erste Vereinsaktivitäten
Die ersten Vereinsaktivitäten galten der Kameradschaftspflege und dem Tourenfahren sowie der Organisation von Strassenradrennen. Das Tourenfahren wurde die ganzen Jahre intensiv gepflegt und ist bis heute ein wichtiger Bestandteil des Vereins geblieben. Ab 1927 bis 1967 organisierte der Verein die traditionsreichen Altdorfer Radrennen «Rund um Altdorf».
Diese Tradition wurde 1990 wiederbelebt und bis 1996 weitergeführt. Als Höhepunkte galten zudem die Ankunft der Tour de Suisse 1948, die Schweizermeisterschaft 1954 der Berufsfahrer, die Ankunft des GP Tell 1973 sowie die SRB-Jugendsporttage 1977, 1981 und 1987. 

### Der Hallenradsport hält Einzug

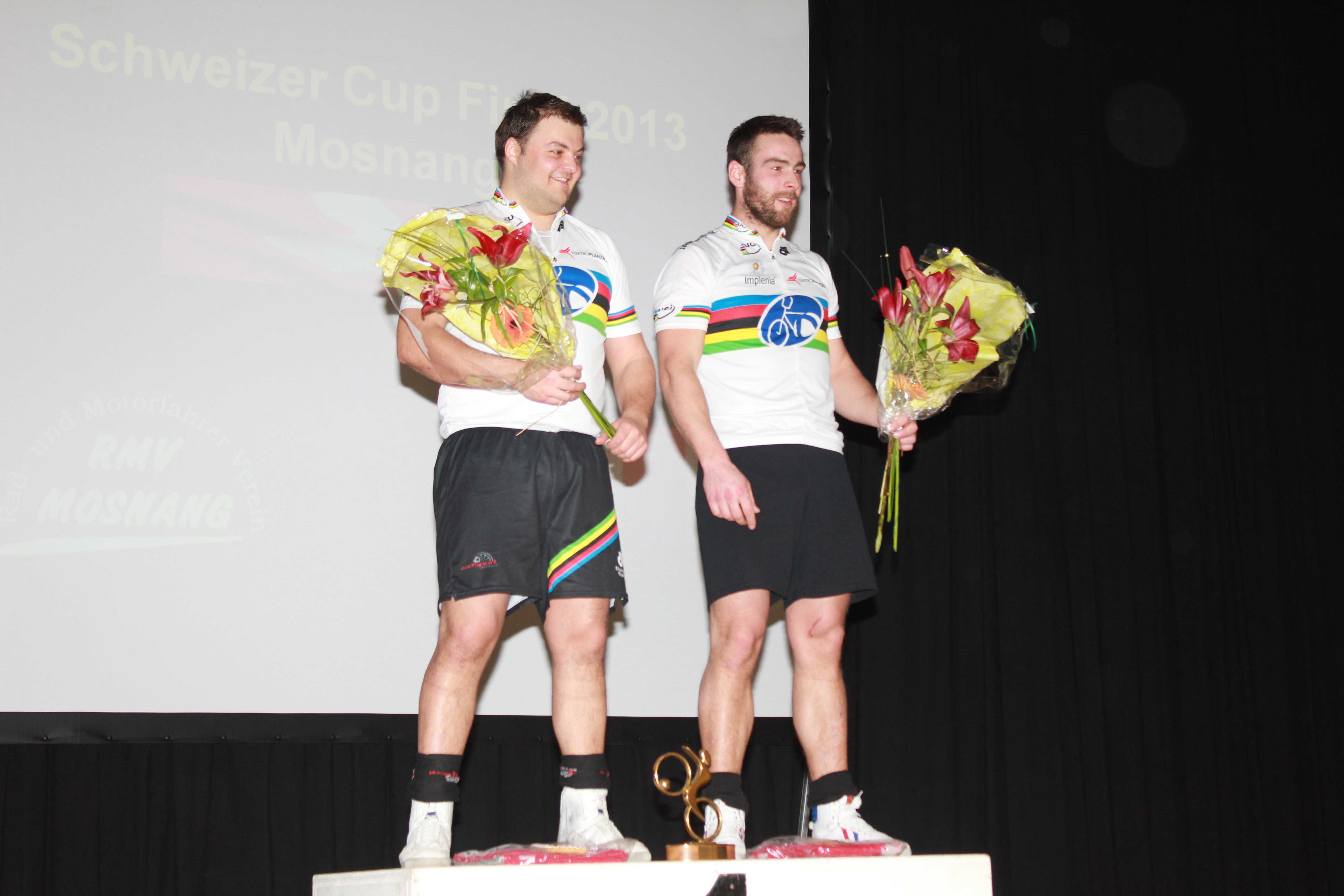
Roman Schneider und Dominik Planzer nach dem Gewinn des CH-Cups 2013 in Mosnang

In ersten Kontakt mit dem Hallenradsport Radball kamen die Vereinsmitglieder bereits 1923 in Altdorf. Trotz grossem Interesse konnte die Sportart aber noch nicht Fuss fassen. Bis dann 1964 Hans Vogel und Franz Ziegler als Mannschaft dem Radballsport Leben einhauchten.
Ab 1966 organisierte der Verein in Altdorf internationale Turniere sowie auch Meisterschaftsrunden, die bis heute weitergeführt werden. Seit 1991 wird in Altdorf alljährlich ein internationales Radballturnier, der Wilhelm Tell Cup, veranstaltet. 
Seit 1992 gibt es ausserdem ein Radball-Grümpelturnier, welches ebenfalls einmal im Jahr stattfindet.
Das 100-Jahr-Jubiläum 2007 wurde mit verschiedenen Jubiläumsaktivitäten und einem grossen Fest gefeiert. 2009 wurde der Verein umbenannt in «Radsport Altdorf». 
Anfang 2012 zählte der Verein 320 Mitglieder.
Im zehnköpfigen Elite-Kader der Nationalmannschaft Radball starten mit Dominik Planzer (* 1983), Roman Schneider (* 1983) sowie Claudio Zotter (* 1986) und Simon Marty (* 1990) vier Spieler vom Radsport Altdorf. Silvan Betschart (* 2000) und Yannick Fröhlich (* 2001) starten im Junioren-Kader.

## Erfolge im Radball
| 2001 | 1. Rang | Schweizer Cup     | Stefan Marty / Thomas Marty       |
| 2003 | 3. Rang | Europacup U23     | Roger Gisler / Dominik Planzer    |
| 2005 | 2. Rang | SM Elite          | Paul Looser / Dominik Planzer     |
| 2006 | 2. Rang | SM Elite          | Paul Looser / Dominik Planzer     |
|      | 1. Rang | Schweizer Cup     | Paul Looser / Dominik Planzer     |
| 2007 | 3. Rang | SM Elite          | Paul Looser / Dominik Planzer     |
|      | 1. Rang | Schweizer Cup     | Paul Looser / Dominik Planzer     |
|      | 1. Rang | Weltcup           | Roman Schneider / Dominik Planzer |
| 2008 | 1. Rang | SM Elite          | Roman Schneider / Dominik Planzer |
|      | 2. Rang | Schweizer Cup     | Roman Schneider / Dominik Planzer |
| 2009 | 2. Rang | SM Elite          | Roman Schneider / Dominik Planzer |
|      | 2. Rang | Schweizer Cup     | Roman Schneider / Dominik Planzer |
|      | 1. Rang | Weltcup           | Roman Schneider / Dominik Planzer |
| 2010 | 3. Rang | SM Elite          | Roman Schneider / Dominik Planzer |
|      | 1. Rang | Schweizer Cup     | Roman Schneider / Dominik Planzer |
| 2011 | 1. Rang | SM Elite          | Roman Schneider / Dominik Planzer |
|      | 1. Rang | Schweizer Cup     | Roman Schneider / Dominik Planzer |
|      | 2. Rang | Weltmeisterschaft | Roman Schneider / Dominik Planzer |
| 2012 | 1. Rang | Weltmeisterschaft | Roman Schneider / Dominik Planzer |
|      | 1. Rang | SM Elite          | Roman Schneider / Dominik Planzer |
|      | 1. Rang | Schweizer Cup     | Roman Schneider / Dominik Planzer |
| 2013 | 1. Rang | Schweizer Cup     | Roman Schneider / Dominik Planzer |